# Glaucocharis taphrophracta
Glaucocharis taphrophracta là một loài bướm đêm trong họ Crambidae.